# Cubelles (kommun)
Cubelles är en kommun i Spanien.   Den ligger i provinsen Província de Barcelona och regionen Katalonien, i den östra delen av landet, 50 km söder om Barcelona. Antalet invånare är 14 375. Arean är 13,3 kvadratkilometer. Cubelles gränsar till Castellet i la Gornal, Vilanova i la Geltrú och Cunit. 
Terrängen i Cubelles är platt.